# Savoca

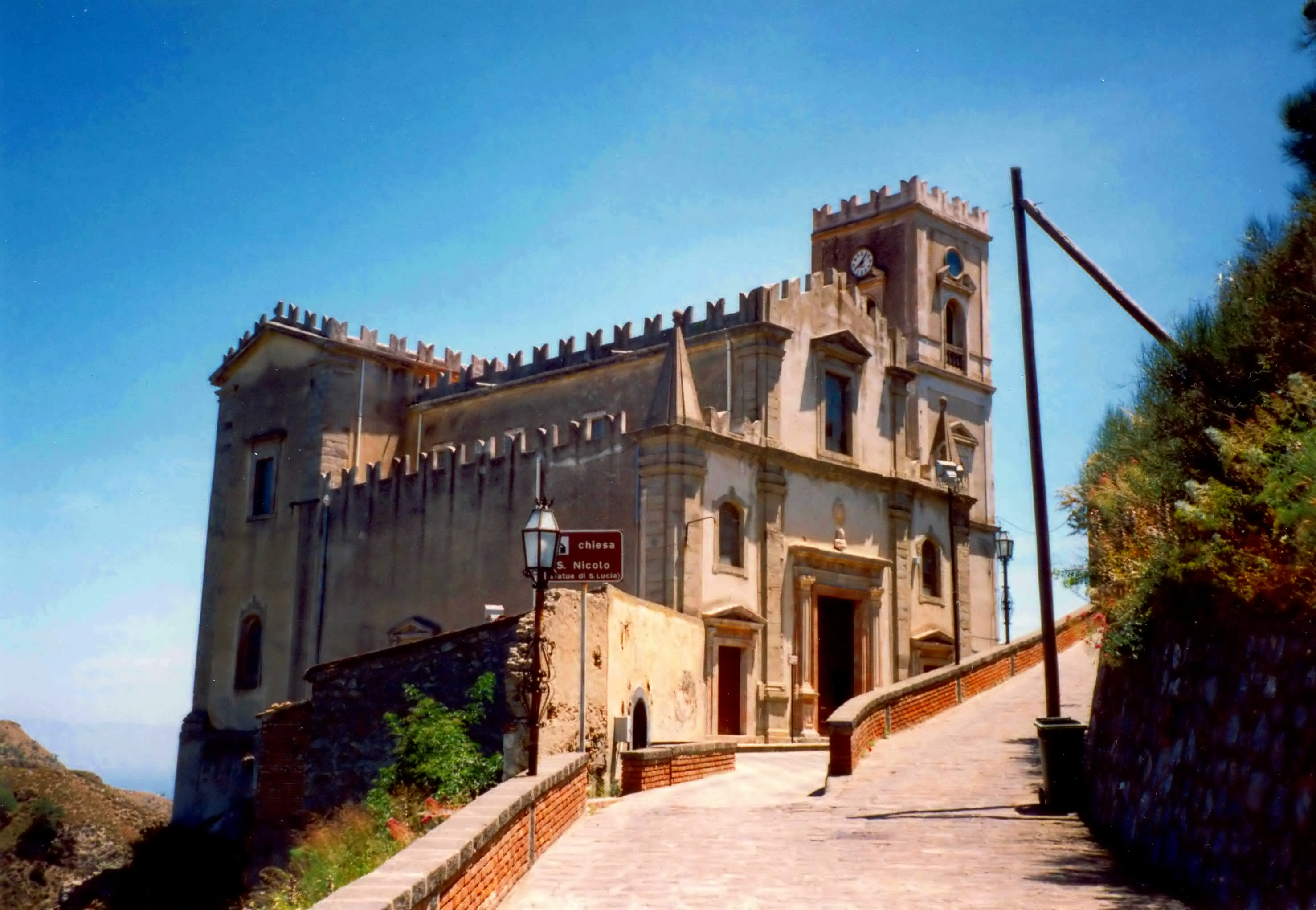
Nhà thờ Thánh Nicolò.

Savoca là một đô thị ở tỉnh Messina trong vùng Sicilia của Italia, có vị trí cách khoảng 170 km về phía đông của Palermo và vào khoảng 30 km về phía tây nam của Messina.
Savoca giáp các đô thị: Casalvecchio Siculo, Forza d'Agrò, Furci Siculo, Sant'Alessio Siculo, Santa Teresa di Riva.
Thị xã này cùng với Forza d'Agrò, là trường quay của bộ phim Bố già của đạo diễn Francis Ford Coppola.